# 兒玉康成
兒玉 康成（こだま やすなり、1994年7月24日 - ）は、日本の元バレーボール選手である。

## 来歴
鹿児島県鹿児島市出身。鹿児島市立吉野中学校を経て、鹿児島市立鹿児島商業高等学校に進学。同校在校中は主将としてチームを率い、2012年8月の全国高等学校総合体育大会ではベスト4入りに貢献し優秀選手賞を獲得。2013年1月に開催された第65回全日本バレーボール高等学校選手権大会でもベスト4入りに貢献し、自身も優秀選手賞を獲得した。
筑波大学体育専門学群進学後の2015年4月に全日本メンバーにエントリーされ、ユニバ代表候補で臨んだ東アジア地区バレーボール選手権大会では優勝に貢献。同年6月のワールドリーグで全日本デビューを果たした。
2016年12月、V・プレミアリーグのパナソニックパンサーズの内定選手となり、2017年入団。
2017年8月に台北市で開催された第29回ユニバーシアードバレーボール競技に出場し、二大会ぶりとなる銅メダル獲得に貢献した。
2024年、現役引退が発表された。

## 球歴
- 全日本ジュニア代表 - 2012年[5][13]
- 全日本男子 - 2015年-

## エピソード
- 久光製薬スプリングスに所属していた兒玉仁美は実妹。
- 中学時代は生徒会長もしていた。

## 所属チーム
- 鹿児島市立吉野中学校
- 鹿児島市立鹿児島商業高等学校
- 筑波大学
- パナソニックパンサーズ（2017-2024年）

## 受賞歴
- 2012年8月 - インターハイ 優秀選手賞
- 2013年1月 - 春高バレー 優秀選手賞